# Sabine Andresen
Sabine Andresen (* 1966 in Nordstrand) ist eine deutsche Pädagogin mit Schwerpunkt Kindheits- und Jugendforschung und lehrt als Professorin an der Goethe-Universität Frankfurt am Main. Seit Mai 2023 ist Andresen in der Nachfolge von Heinz Hilgers Präsidentin des Kinderschutzbundes.

## Beruflicher Werdegang
Andresen schloss ihr Studium für das Lehramt an Grund- und Hauptschulen in den Fächern Geschichte, Deutsch und Musik 1990 mit dem Ersten Staatsexamen ab und bekam 1994 ihr Diplom als Pädagogin. Bis 1997 promovierte sie in Erziehungswissenschaften an der Universität Heidelberg. 2003 habilitierte sie in Pädagogik zum Thema Sozialistische Kindheitskonzepte. Politische Einflüsse auf die Erziehung. an der Philosophischen Fakultät der Universität Zürich.
Von 1994 bis 1997 war sie Wissenschaftliche Mitarbeiterin an der Pädagogischen Hochschule Heidelberg, Sozialwissenschaftliche Fakultät im Projekt Kindheitsforschung, danach war sie kurzzeitig Referentin des Rektors. Von 1998 bis 2001 war sie Habilitationsstipendiatin des Landes Baden-Württemberg und wissenschaftliche Angestellte am Erziehungswissenschaftlichen Seminar der Universität Heidelberg. Von 2001 bis 2004 war sie Oberassistentin am Pädagogischen Institut der Universität Zürich. Im Oktober 2004 wurde sie zur C4-Professur für Allgemeine Erziehungswissenschaft an der Fakultät für Pädagogik der Universität Bielefeld berufen. Zum Sommersemester 2011 wechselte sie auf eine Forschungsprofessur Familienhilfe an die Universität Frankfurt in das Institut für Sozialpädagogik und Erwachsenenbildung.
Seit 2010 ist sie Mitglied im wissenschaftlichen Beirat des Institut für interdisziplinäre Konflikt- und Gewaltforschung, Jurymitglied des Deutschen Kinderpreises und gehört dem wissenschaftlichen Beirat der Peer-Review-Fachzeitschrift Gender an. 2017 wurde sie in die Akademie der Wissenschaften und der Literatur gewählt.
Von 2016 bis 2021 war Sabine Andresen Mitglied und Vorsitzende der Unabhängigen Kommission zur Aufarbeitung sexuellen Kindesmissbrauchs.
Forschung
- Familien als Akteure in der Ganztagsgrundschule; 2007–2009 mit Hans-Uwe Otto gefördert durch das BMBF[2]
- 1. World Vision Kinderstudie. Kinder in Deutschland 2007, wissenschaftliche Leitung mit Klaus Hurrelmann im Auftrag von World Vision Deutschland[2]
- Vorbereitung einer international vergleichenden Studie „Kinder und das gute Leben in Transformationsgesellschaften“, zusammen mit  Isabell Diehm und U. Sander gefördert durch die Universität Bielefeld.[2]
- Familie und Verantwortung. Vorbereitung einer interdisziplinären Studie mit V. Zanetti, Philosophie und R. Zimmermann, Theologie, gefördert durch das Bielefeld Center of Education and Capability Research[2]
- Die Einrichtung von Familienzentren im kommunalen Kontext. Wissenschaftliche Begleitung der Bielefelder Familienzentren gefördert durch die Stadt Bielefeld.[2]
- Wissenschaftliche Begleitung der „Bildungsoffensive für Begabungsförderung“, gefördert durch die Stadtstiftung Gütersloh.[2]
- Internationale Schulbuchforschung und Reformprozesse. Evolutionstheorien im Schulbuch gefördert durch die Universität Bielefeld.[2]
- Normalitätskonzepte als Wissensressource. Eine qualitative Untersuchung bei Studierenden der Erziehungswissenschaft gefördert durch die Fakultät für Pädagogik, Universität Bielefeld.[2]
- Wissenschaftliche Leitung von „Kids Plus“: Förderung von besonders begabten Kindern an der Universität[2]
- "Erkenntnisse aus Anhörungen für die Zukunft bewahren": Goethe-Universität Frankfurt am Main Fachbereich Erziehungswissenschaften Institut für Sozialpädagogik und Erwachsenenbildung

## Ehrung
2023 wurde Andresen mit dem Bundesverdienstkreuz 1. Klasse ausgezeichnet.

## Publikationen
Andresen ist zusammen mit C. Koch Herausgeberin der Reihe Biographie und Kontext im Beltz Verlag. Sie ist Mitherausgeberin des Jahrbuchs Frauen- und Geschlechterforschung in der Erziehungswissenschaft mit R. Casale, B. Rendtorff, V. Moser und A. Prengel.
- Kinder in Deutschland 2007. 1. World Vision Kinderstudie. Frankfurt/M. 2007 (mit Klaus Hurrelmann und TNS Infratest Sozialforschung).[2]
- Sozialistische Kindheitskonzepte. Politische Einflüsse auf die Erziehung. München/Basel 2006.[2]
- Einführung in die Jugendforschung. Wissenschaftliche Buchgesellschaft, Darmstadt. 2005.[2]
- Wege aus dem Jahrhundert des Kindes. Tradition und Utopie bei Ellen Key. Neuwied 1998. (mit M. Baader)[2]
- Mädchen und Frauen in der bürgerlichen Jugendbewegung. Soziale Konstruktion von Mädchenjugend. Neuwied/Berlin 1997.[2]
- Sabine Andresen / Klaus Hurrelmann: Bachelor | Master: Kindheit. Beltz 2010, ISBN 978-3-407-34202-7
- Sabine Andresen / Inga Pinhard / Stefan Weyers (Hrsg.): Erziehung – Ethik – Erinnerung. Pädagogische Aufklärung als intellektuelle Herausforderung. Micha Brumlik zum 60. Geburtstag. Weinheim 2007, ISBN 978-3-407-32080-3
- Sabine Andresen, Isabell Diehm (Hrsg.): Kinder, Kindheiten, Konstruktionen. Erziehungswissenschaftliche Perspektiven und sozialpädagogische Verortungen.  VS Verlag für Sozialwissenschaften, Wiesbaden 2006. ISBN 978-3-531-15255-4
- Geschlechtertypisierung im Kontext von Familie und Schule. Jahrbuch Frauen- und Geschlechterforschung in der Erziehungswissenschaft. Band 2 (mit B. Rendtorff)[2]
- Vereinte Kindheit – geteilte Jugend. ein politisches Handbuch. Opladen 2003. (mit K. Bock/M. Brumlik/H.-U. Otto/D. Sturzbecher/M. Schmidt)[2]
- Pädagogik und gesellschaftlicher Wandel. Historische Studien. Zürich 2002. (mit D. Tröhler)[2]
- Ellen Keys reformpädagogische Vision. „Das Jahrhundert des Kindes“ und seine Wirkung. Weinheim 2000. (mit M. Baader und . Jacobi)[2]
- Lehrerbildung für morgen. Wissenschaftlicher Nachwuchs stellt sich vor. Frankfurt/M. u. a. 1999. (mit B. Schön)[2]
- Sabine Andresen / Micha Brumlik / Claus Koch: Das ElternBuch. Beltz 2010, ISBN 978-3-407-85863-4
- Sabine Andresen / Rita Casale / Thomas Gabriel / Rebekka Horlacher / Sabina Larcher Klee / Jürgen Oelkers (Hrsg.): Handwörterbuch Erziehungswissenschaft. Beltz 2009, ISBN 978-3-407-83159-0
- Claus Koch / Sabine Andresen (Hrsg.): Viktor E. Frankl : Was nicht in meinen Büchern steht : Lebenserinnerungen. Beltz 2009, ISBN 978-3-407-22757-7
- Unabhängige Kommission zur Aufarbeitung sexuellen Kindesmissbrauchs (Hrsg.): Zwischenbericht Juni 2017, Berlin 2017.